# A.S. Roma
Associazione Sportiva Roma, i daglig sprog kaldet bare Roma, er en italiensk fodboldklub fra landets hovedstad Rom, som spiller i landets bedste række, Serie A. Klubben blev grundlagt i 1927 som en fusion af tre klubber i byen, og den har spillet i den bedste række i italiensk fodbold i alle bortset fra en enkelt sæson af sin eksistens. De har vundet tre mesterskaber, samt flere andre pokaltuneringer.

## Historie

### Grundlæggelse og tidlige år
Klubben blev dannet den 7. juni 1927 som en fusion mellem de tre klubber Roman FC, SS Alba-Audace og Fortitudo-Pro Roma SGS. Klubbens dannelse var især baseret på, at give Rom et hold, som kunne konkurrere med de norditalienske hold, som dominerede fodbold i Italien.
Klubben havde succes i sine første år, som inkluderede at de blev andenpladsen to gange, først i 1930-31 sæsonen, og igen i 1935-36. Det lykkedes dog endelig for Roma, at sikre deres første mesterskab i 1941-42 sæsonen.

### Nedgang og retur
Efterkrigstiden blev dog en tid med problemer for klubben, og efter flere sæsoner i den dårlige ende af Serie A, kulminerede det i 1950-51 sæsonen med, at Roma for første gang i klubbens historie rykkede ned i Serie B. De sikrede sig dog direkte oprykning tilbage til den bedste række. De næste mange år var i høj grad defineret af middelmådige resultater, med en enkelt andenplads som det bedste resultat i perioden.
Deres første større trofæ siden krigstiden kom i 1961, hvor at de vandt Inter-Cities Fairs Cup hvor de slog engelske Birmingham City. Få år senere i 1964 vandt klubben sin første Coppa Italia. Det vandt igen Coppa Italia i 1969.
1970'erne blev igen en periode med mere middelmådige resultater, og deres bedste resultat i årtiet var en tredjeplads i Serie A.

### Den anden titel
I 1980-81 sæsonen kom Roma for første gang på andenpladsen siden 1955, og denne succes fortsatte. Det kulminerede med, at Roma i 1982-83 vandt deres andet mesterskab. Den succesfulde periode i 1980'erne resulterede også i to Coppa Italia sejrer, og at de to gange yderlige endte på andenpladsen i ligaen.
Roma vendte dog tilbage til mere middelmådige resultater fra slutningen af 80'erne og ind i 90'erne. Deres bedste resultat i ligaen i årtiet var i 1997-98, hvor de sluttede på fjerdepladsen.

### Tredje mesterskab
Roma vendte tilbage til toppen af italiensk fodbold ved årtusindeskiftet. Klubben blev ledt af den lokale anfører Francesco Totti, og vandt i 2000-01 sæsonen deres tredje mesterskab. 2000'erne blev defineret med andenpladsen. Mellem deres mesterskabssejr i 2001 og frem til 2010, sluttede klubben på andenpladsen seks gange.

### Amerikansk ejerskab
Roma havde siden 1990'erne været ejet af Senesi-familien, men gældproblemer betød, at de måtte sælge klubben, og i august 2011 blev det annonceret, at klubben blev solgt til en amerikansk investeringsgruppe.
Efter en række middelmådige år, var Roma mere konkurrencedygtige, og sluttede i top fire i ligaen fem sæsoner i streg mellem 2013 og 2018.
Roma blev i 2020 igen solgt, denne gang til en ny amerikansk investeringsgruppe.

## Stadion
AS Roma spiller sine hjemmekampe på Stadio Olimpico i Rom, et stadion klubben deler med lokalrivalerne Lazio. Klubben har spillet på stadionet siden 1953.
Det var oprindeligt planlagt, at Roma ville flytte til deres eget nybygget stadion, kaldet Stadio della Roma. I februar 2021 blev det dog annonceret, at planner om det nye stadion blev sat på pause.

## Nuværende spillertrup
Oversigten er opdateret til og med 30. marts 2024.
| Nr. | Land            | Position | Spiller                            |
| --- | --------------- | -------- | ---------------------------------- |
| 1   | Portugal        | MM       | Rui Patrício                       |
| 2   | Holland         | FO       | Rick Karsdorp                      |
| 3   | Spanien         | FO       | Dean Huijsen (udlånt til Juventus) |
| 4   | Italien         | MI       | Bryan Cristante                    |
| 6   | England         | FO       | Chris Smalling                     |
| 7   | Italien         | MI       | Lorenzo Pellegrini (Anfører)       |
| 5   | Elfenbenskysten | FO       | Evan Ndicka                        |
| 9   | England         | AN       | Tammy Abraham                      |
| 16  | Argentina       | MI       | Leandro Paredes                    |
| 14  | Spanien         | FO       | Diego Llorente (udlånt til Leeds)  |
| 22  | Algeriet        | MI       | Houssem Aouar                      |
| 19  | Tyrkiet         | FO       | Zeki Çelik                         |
| 20  | Portugal        | MI       | Renato Sanches (udlånt til PSG)    |

| Nr. | Land      | Position | Spiller                                     |
| --- | --------- | -------- | ------------------------------------------- |
| 21  | Argentina | AN       | Paulo Dybala                                |
| 23  | Italien   | FO       | Gianluca Mancini                            |
| 35  | Italien   | MI       | Tommaso Baldanzi                            |
| 43  | Danmark   | FO       | Rasmus Kristensen (udlånt til Leeds)        |
| 37  | Italien   | FO       | Leonardo Spinazzola                         |
| 52  | Italien   | MI       | Edoardo Bove                                |
| 17  | Iran      | AN       | Sardar Azmoun (udlånt til Bayer Leverkusen) |
| 59  | Polen     | MI       | Nicola Zalewski                             |
| 90  | Belgien   | AN       | Romelu Lukaku (udlånt til Chelsea)          |
| 63  | Italien   | MM       | Pietro Boer                                 |
| 69  | Spanien   | FO       | Angeliño (udlånt til Leipzig)               |
| 92  | Italien   | AN       | Stephan El Shaarawy                         |
| 99  | Serbien   | MM       | Mile Svilar                                 |

### Udlånt
| Nr. | Land    | Position | Spiller                                    |
| --- | ------- | -------- | ------------------------------------------ |
| –   | Italien | MM       | Davide Mastrantonio (Udlånt til Triestina) |
| –   | USA     | FO       | Bryan Reynolds (Udlånt til Westerlo)       |
| –   | Uruguay | FO       | Matías Viña (Udlånt til Bournemouth)       |
| –   | Spanien | MI       | Gonzalo Villar (Udlånt til Getafe)         |

| Nr. | Land       | Position | Spiller                                    |
| --- | ---------- | -------- | ------------------------------------------ |
| –   | Spanien    | AN       | Carles Pérez (Udlånt til Celta de Vigo)    |
| –   | Usbekistan | AN       | Eldor Shomurodov (Udlånt til Spezia)       |
| –   | Holland    | AN       | Justin Kluivert (Udlånt til Valencia)      |
| –   | Frankrig   | AN       | Ruben Providence (Udlånt til TSV Hartberg) |

## Titler

### Nationale titler
- Serie A (3): (1941-42, 1982-83, 2000-01)
- Serie B (1): (1951-52)
- Coppa Italia (9): (1963-64, 1968-69, 1979-80, 1980-81, 1983-84, 1985-86, 1990-91, 2006-07, 2007-08)
- Supercoppa Italiana (2): (2001, 2007)

### Internationale titler
- UEFA Europa Conference League (1): (2021-22)
- Inter-Cities Fairs Cup (1): (1960-61)